# Hahnebach (Elbe)
Der Hahnebach ist ein 4,1 km langer, rechter bzw. westlicher Zufluss des Eder-Zuflusses Elbe im nordhessischen Landkreis Kassel. Er hat ein Einzugsgebiet von 5,04 km².
Seine Quelle liegt im Naumburger Stadtwald zwischen Altendorf und Böhne im Alten Wald (Naturraum 340.14), dem südlichen Ausläufer des Waldecker Walds (NR 340.1). Von dort fließt der Bach etwa 1,4 km in mehreren sanften Windungen nach Osten durch Wald, bis er – nach Durchfließen von drei am Waldrand kurz hintereinanderliegenden Teichen – in die Elbenberger Feldmark eintritt. Nach weiteren knapp 400 m durchfließt er einen vierten Teich etwa 100 m südlich des um 1870 erbauten und seit etwa 30 Jahren als Biohof und Feriendomizil betriebenen Guts Waldhof und der dortigen Wüstung Todtenhausen.
Danach biegt er 200 m weiter östlich nach Nordosten um und fließt entlang der Nordwestseite eines niedrigen, bewaldeten Höhenrückens. An dessen nordöstlichem Ende nach ca. 600 m Fließstrecke biegt der Bach wieder nach Nordnordosten um und verläuft dann in gerader Linie entlang des Hahnebachswegs in Richtung Elbenberg. Nach rund 950 m unterquert er die Landesstraße L 3214 von Fritzlar im Süden nach Naumburg im Norden. 550 m weiter erreicht er den Sportplatz am Südrand von Elbenberg und mündet an dessen Nordwestecke bei der ehemaligen Hardtmühle in die Elbe.